# 重力波 (相対論)
重力波（じゅうりょくは、英: gravitational wave）は、時空（重力場）の曲率（ゆがみ）の時間変動が波動として光速で伝播する現象。1916年に、一般相対性理論に基づいてアルベルト・アインシュタインによってその存在が予言された後、約100年に渡り、幾度となく検出が試みられ、2016年2月に直接検出に成功したことが発表された。
液体表面に重力を復元力として生じる、流体力学的な重力波（英: gravity wave）とは異なる。

## 概要

+モードに偏極した重力波のリング状にある粒子に及ぼす影響

×モードに偏極した重力波のリング状にある粒子に及ぼす影響

重力波は、巨大質量をもつ天体が光速に近い速度で運動するときに強く発生する。例えば、ブラックホール、中性子星、白色矮星などのコンパクトで大きな質量を持つ天体が連星系を形成すると、重力波によってエネルギーを放出することで最終的に合体すると考えられている。
重力波の概念は、アルベルト・アインシュタイン自身が、一般相対性理論を発表した2年後に発表した。重力波の存在は間接的には示されていた（間接的な検出参照）が、直接の検出には100年を要した（直接的な検出参照）。なお、素粒子物理学の標準理論において重力相互作用を伝達する素粒子として重力子（英: graviton）が想定されているが、これは2020年現在未検出である。
重力波の検出は、現在の一般相対性理論研究の大きな柱の1つであり、巨大なレーザー干渉計や共振型観測装置が用いられる。また、予想される重力波は非常に弱いため、ノイズに埋もれた観測データから重力波を抽出するために、重力波の波形をあらかじめ理論的に計算して予測することが重要である。

## 重力波源の候補
重力波は、物体が加速度運動をすることにより放出される。ただし、完全な球対称な運動（星の崩壊など）や円筒対称な運動（円盤状物体の回転など）からは放出されない。
一般相対性理論が日常生活で意識されることがほとんどないように、この理論から予言される重力波の振幅は非常に小さい。
人工的に作り出して観測することは不可能であるので、波源は宇宙の天体現象に期待される。想定される起源としては、以下のようなものがある。
2つの天体による準ケプラー運動
太陽を周回運動する惑星のように、連星系の天体からは重力波放出が期待される。特に、連星中性子星あるいは連星ブラックホール（あるいは中性子星とブラックホールの連星系）のスパイラル運動、およびそれらの最終的な合体フェイズで発生する重力波は、地上レーザー干渉計での重力波検出の重要な候補である。連星系が重力波放出により、軌道半径を小さくしてゆく運動をインスパイラル運動という。
中性子星・白色矮星などのようなコンパクトで非常に重い星の非球対称振動
1つの天体からでも重力波放出が期待される。また、ブラックホールが形成されるときは、ブラックホールに物質が吸い込まれる時に、特徴的な減衰振動が期待される。これは、ブラックホール準固有振動（英: quasi-normal mode）と呼ばれている。いくつもの白色矮星の振動による重力波は、合成されてノイズのように観測されうるだろうことが宇宙空間レーザー干渉計での重力波検出で予想されている。
非球対称な超新星爆発
回転を持つような超新星爆発では、運動の非対称性より重力波放出が期待される。超新星爆発が発生すれば重力波波源として有力だが、発生頻度は連星系の合体などよりは少ないと考えられている。
インフレーション宇宙モデルなどの、初期宇宙の痕跡
モデルによっては、宇宙の相転移で発生する泡状構造の衝突などの現象で重力波が発生する可能性がある。背景重力波として存在することが考えられている。

## 重力波の検出実験
重力波の検出は困難を極める。重力波を発生させる天体現象の頻度も定かではない。1年で数回程度の重力波を現在のレーザー干渉計装置で観測しようとするならば、重力波の典型的な振幅として、10−21以下の小さな時空の歪みを検出する必要がある。これは地球と太陽との距離（天文単位=約1億5000万キロメートル≒1011 mのオーダー）に対し、10−10 m=0.1 nmの変化量に過ぎない。

### 共振型検出器
1960年代から、共振型観測装置を用いて、パルサーから放出されると考えられる特定の周波数の重力波を検出する努力も続けられてきているが、これまで有意な検出を得ていない。1969年には、メリーランド大学のジョセフ・ウェーバーが、彼が考案した共振型検出器、いわゆるウェーバー・バーにより重力波を検出した、と発表した。しかし、多くのグループの追試にもかかわらず、再度の検出には至っていない。

### 干渉計型検出器（地上）
現在の検出の主流は、強力なレーザー光によるマイケルソン干渉計を用いるものである。1つの発振装置から出たレーザー光を直交する二方向に分け、一辺が数kmのアームを往復させる。レーザーの反射には、時空の歪みにしたがって振動する鏡を用いることにより、重力波が通過した時の四重極の歪みによる二方向の距離差（理想的には片方は伸び、もう片方は縮む）が干渉縞の変化から検出される、という原理である。自由質量型観測装置とも呼ばれる。
干渉計型検出器は、装置が大掛かりになるが、検出できる重力波の周波数帯が広い。検出感度は上記の起源の 1-3 に適していると考えられている。検出感度を得るための障害となるのは、レーザー光の量子雑音・鏡の熱振動・機械振動や電気雑音や地面振動などである。これらのノイズを1つ1つ取り除くことにより、現在ではブラックホール連星系の合体ならば地球から数100 メガパーセク程度の距離までの現象を測定できる世界的なネットワークが構築されている。
欠点
1. 鏡の共振周波数以下は感度なし[7]。
2. 地面振動の影響により約10Hz 以下の周波数で検出感度がなくなる[7]。

実用化
干渉計型検出器は、2000年代に世界の数ヶ所で稼働をはじめた。
- アメリカは、LIGO（ライゴ）というプロジェクト名で、一辺が4kmのレーザーマイケルソン干渉計をワシントン州とルイジアナ州に2台稼働させている。2010年まで、実質2年以上の実観測を行った。2015年9月からは、感度を向上させた第2世代の干渉計aLIGO（advanced LIGO）として稼働をはじめた。
- 日本は、国立天文台にあるTAMA300で、一辺が300mのマイケルソン干渉計を2000年に稼働させた。これは、世界に先駆けて最初に本格的な観測を開始したものだ。2003年までは、神岡では、TAMAのプロトタイプだった一辺が20mのマイケルソン干渉計を設置し、LISM干渉計として運用実験を行っていた。その後、同じ、神岡内に片腕100mの低温鏡レーザー干渉計重力波アンテナCLIOが、地球物理学研究のための地殻歪計とともに建設された。
- イタリアとフランスは共同で、一辺が3kmのVirgo干渉計を、ピサ（イタリア）に持つ。
- ドイツとイギリスは共同で、一辺が600mのGEO 600（英語版）干渉計を、ハノーファー（ドイツ）に持つ。

日本では、東京大学の宇宙線研究所重力波推進室が、TAMA300とCLIOをプロトタイプとして、マイケルソン干渉計を構成する鏡とそれを振り子状に懸架するワイヤーを20ケルビン程度に冷却することによって感度を上げる観測装置「大型低温重力波望遠鏡（LCGT, Large Cryogenic Gravitational Telescope）」（愛称：大型低温重力波望遠鏡 KAGRA かぐら）を岐阜県神岡鉱山跡地に建設した。干渉計のアームの長さは3kmである。

### 干渉計型検出器（宇宙空間）
宇宙空間に衛星を打ち上げてレーザー干渉計を形成し、重力波を検出しようというLISA（Laser Interferometer Space Antenna）計画がNASAとESAによって進められている。これは3台の衛星で、一辺が500万kmのレーザー干渉計を形成するもので、ターゲットとする周波数帯は、地上の重力波よりも低い。合体の数年前の連星系からの重力波・白色矮星の振動による背景重力波・初期宇宙起源の重力波を捉えるであろうと期待されている。
日本でも、LCGTの次の将来計画として、宇宙重力波望遠鏡DECIGO（Deci-hertz Interferometer Gravitational Wave Obserbatory）計画が進められている。この観測装置は一辺が1000kmのレーザー干渉計で、地上レーザー干渉計とLISA計画の中間の周波数帯を主なターゲットとしている。

### ねじれ振り子型
干渉計型検出器が検出できない約10Hz以下の低周波重力波の検出が行えることが特徴。水平懸架した棒状マスの回転により重力波観測を試みる装置。

### 間接的な検出
1974年、ジョゼフ・テイラーとラッセル・ハルスは、連星パルサーのPSR B1913+16を発見し、その自転周期とパルスの放射周期を精密に観測することによって、その軌道周期が徐々に短くなっていることを突き止めた。この現象は、重力波によってエネルギーが外に持ち出されたことで起きるとされ、その周期減少率は一般相対論の予言値に誤差の範囲内で一致した。この業績により、2人は「重力研究の新しい可能性を開いた新型連星パルサーの発見」としてノーベル物理学賞を1993年に受賞した。
2014年3月17日、ハーバード・スミソニアン天体物理学センターの研究者グループは、南極に設置したBICEP2望遠鏡を用いて宇宙マイクロ波背景放射の偏光を観測し、解析結果から「原始の宇宙を渡ってきた重力波の直接的イメージを初めて得た」と発表したが、この発見の根拠は薄弱であるという有力な説がある。2015年1月30日にこの研究者グループは、発表は誤りであったことを明らかにした。

### 直接的な検出

#### GW150914
理論発表からおよそ100年後の2016年2月11日、米カリフォルニア工科大と米マサチューセッツ工科大などの研究チームが、2015年9月14日に米国にある巨大観測装置LIGOで重力波を検出したと発表した。
LIGOはワシントン州ハンフォードとルイジアナ州リビングストンに同じ構造の2基のマイケルソン干渉計をもつ。本格的な観測稼働の4日前の2015年9月14日 9:50（UTC）に、2台のLIGO干渉計で6.9ミリ秒の差で重力波と思われるイベントが計測された。35Hzから250Hzまで周波数を上げながら振幅を大きくする波形が0.15秒ほど続き、その後急速に減衰した。ルイジアナ州の方が先に感知したため、南半球側から到来した重力波と考えられている。LIGOは、このとき技術確認稼働の最終段階で、2基とも安定に稼働していた。
この重力波は、波形から判断してブラックホール連星が合体して1つの大きなブラックホールになる過程であると解析された。ブラックホールの質量は太陽質量の36倍と29倍のもので、合体後には太陽質量の62倍のブラックホールになった。その差の質量（太陽質量の3倍）は重力波としてこの瞬間に放出されたことになる。超新星爆発をはるかにしのぐエネルギーである。この現象は13億光年先から伝わったものである。この重力波イベントは、GW150914と命名された（これらの重力波源に関する数値は10%程度の誤差をもつ）。
GW150914の観測は、重力波を初めて直接検出したことだけではなく、初めてブラックホール同士の衝突を実証した観測でもある。また、これまで発見されていなかったブラックホール連星が存在したこと、太陽質量の30倍付近および60倍付近の質量をもつブラックホールの存在を示したことも大きな発見である。重力波の発見により、ブラックホールが形成されるほどの「強い」重力場での物理現象がはじめて検証できることにもなった。これまで一般相対性理論は、太陽系などの「弱い」重力場でしか検証されていなかった。GW150914の波形と理論の整合性を検討したLIGOグループは、一般相対性理論の予言と無矛盾であると結論している。

#### GW151226
GW150914後、GW151226の発表があった。